# Nekrolog 1312
Nekrolog
◄◄
| ◄
| 1308
| 1309
| 1310
| 1311
| 1312 | 1313 | 1314 | 1315 | 1316 | ► | ►►
Weitere Ereignisse | Allgemeiner Nekrolog 1312
Die Beschreibung der verstorbenen Person sollte so kurz wie möglich gehalten sein und nur deren signifikante Tätigkeit(en) enthalten.
Neue Namen ggf. auch unter dem Geburts- und Sterbedatum, also etwa unter 1. Januar und im Geburts- und Sterbejahr (2024) eintragen (nur bei entsprechender großer Wichtigkeit). Für Beispiele siehe die schon vorhandenen Artikel.
Außerdem über die fünf zuletzt Verstorbenen, zu denen es einen ausreichend guten Artikel für eine Präsentation auf der Hauptseite gibt, nach der todesbedingten Überarbeitung der Artikel ggf. auch unter Wikipedia Diskussion:Hauptseite informieren und sie am besten auch in den anderen Wikipedia-Sprachversionen eintragen. Tipp: Regelmäßig bei news.google.de nach „ist tot“, „gestorben“ oder „verstorben“ suchen.
Wenn eine Person gestorben ist, gibt es viele Seiten zu dieser Person in der Wikipedia, die davon auch betroffen sind und entsprechend aktualisiert werden müssen. Beispiele: Namenübersichtsseite, Geburtsjahr, Geburtsort-Seiten und viele mehr.
Wie finde ich die betroffenen Seiten?
Im Suchfeld auf der linken Seite gibt man den Suchbegriff so ein: „Vorname Nachname“. Dann klickt man auf Volltext und alle Seiten mit entsprechendem Suchtext werden aufgerufen. Hier sieht man dann schnell, wo auch das Todesjahr Sinn macht oder sogar ein Teil des Artikels angepasst werden muss. Auch hilft das „Werkzeug“ auf der linken Seite sehr gut, um solche Seiten aufzufinden: „Links auf diese Seite“. Somit ist die Wikipedia wieder aktuell in allen Bereichen! Hinweis: bei Eintragung der Kategorie „Gestorben JAHR“ wird der Missbrauchsfilter 49 ausgelöst, was jedoch nicht schlimm ist. Siehe: Spezial:Missbrauchsfilter/49
Dies ist eine Liste von im Jahr 1312 verstorbenen bekannten Persönlichkeiten. Die Einträge erfolgen innerhalb der einzelnen Daten alphabetisch sortiert. Tiere sind im Nekrolog für Tiere zu finden.

## Januar
| Tag        | Name                      | Beruf, bekannt als | Alter | Beleg |
| ---------- | ------------------------- | ------------------ | ----- | ----- |
| 9. Januar  | Friedrich von Boizenburg  | Bischof von Verden |       |       |
| 23. Januar | Isabelle de Villehardouin | Fürstin von Achaia |       |       |

## Februar
| Tag         | Name              | Beruf, bekannt als                              | Alter | Beleg |
| ----------- | ----------------- | ----------------------------------------------- | ----- | ----- |
| 22. Februar | Hugo von Chalon   | Bischof von Lüttich und Erzbischof von Besançon |       |       |
| Februar     | Margaret de Clare | englische Adlige                                |       |       |

## März
| Tag      | Name                      | Beruf, bekannt als           | Alter | Beleg |
| -------- | ------------------------- | ---------------------------- | ----- | ----- |
| 2. März  | Albrecht III. von Leisnig | Bischof von Meißen           |       |       |
| 10. März | Kasimir II.               | Herzog von Cosel und Beuthen |       |       |
| 28. März | Konrad IV. von Fohnsdorf  | Erzbischof von Salzburg      |       |       |

## April
| Tag       | Name               | Beruf, bekannt als   | Alter | Beleg |
| --------- | ------------------ | -------------------- | ----- | ----- |
| 19. April | Othon de Champvent | Bischof von Lausanne |       |       |

## Mai
| Tag     | Name         | Beruf, bekannt als        | Alter | Beleg |
| ------- | ------------ | ------------------------- | ----- | ----- |
| 13. Mai | Theobald II. | Herzog von Oberlothringen |       |       |

## Juni
| Tag      | Name                                | Beruf, bekannt als                      | Alter | Beleg |
| -------- | ----------------------------------- | --------------------------------------- | ----- | ----- |
| 19. Juni | Piers Gaveston, 1. Earl of Cornwall | Adliger, Geliebter von König Eduard II. |       |       |

## Juli
| Tag     | Name         | Beruf, bekannt als               | Alter | Beleg |
| ------- | ------------ | -------------------------------- | ----- | ----- |
| 3. Juli | Marino Zorzi | Doge von Venedig                 |       |       |
| 7. Juli | Waldemar IV. | Herzog von Schleswig (1283–1312) |       |       |

## August
| Tag        | Name                         | Beruf, bekannt als                                       | Alter | Beleg |
| ---------- | ---------------------------- | -------------------------------------------------------- | ----- | ----- |
| 27. August | Arthur II.                   | Herzog der Bretagne                                      | 50    |       |
| August     | Giovanni Minio da Murrovalle | italienischer Kardinal, Generalminister der Franziskaner |       |       |

## September
| Tag           | Name                                          | Beruf, bekannt als                        | Alter | Beleg |
| ------------- | --------------------------------------------- | ----------------------------------------- | ----- | ----- |
| 7. September  | Ferdinand IV.                                 | König von Kastilien und Spanien           | 26    |       |
| 9. September  | Otto III.                                     | Herzog von Niederbayern, König von Ungarn | 51    |       |
| 29. September | Berthold I. von Henneberg                     | Bischof von Würzburg                      |       |       |
| 29. September | Johann I.                                     | Herr zu Limburg an der Lahn               |       |       |
| September     | John de Ferrers, 1. Baron Ferrers of Chartley | englischer Adeliger                       |       |       |

## Oktober
| Tag         | Name                          | Beruf, bekannt als               | Alter | Beleg |
| ----------- | ----------------------------- | -------------------------------- | ----- | ----- |
| 18. Oktober | Bettino Cassinelli            | französischer Hofbeamter         |       |       |
| 27. Oktober | Johann II.                    | Herzog von Brabant und Limburg   | 37    |       |
| 27. Oktober | Gentile Portino da Montefiore | italienischer Kardinal           |       |       |
| 28. Oktober | Gerhard II.                   | Graf von Holstein-Plön           |       |       |
| 29. Oktober | Landolfo Brancaccio           | Kardinal der katholischen Kirche |       |       |

## November
| Tag         | Name                   | Beruf, bekannt als                    | Alter | Beleg |
| ----------- | ---------------------- | ------------------------------------- | ----- | ----- |
| 6. November | Christina von Stommeln | Begine, Mystikerin und Stigmatisierte |       |       |

## Datum unbekannt
| Tag | Name                   | Beruf, bekannt als                | Alter | Beleg |
| --- | ---------------------- | --------------------------------- | ----- | ----- |
|     | Theobald von Bar       | Bischof von Lüttich               |       |       |
|     | Eschiva von Beirut     | Herrin von Beirut                 |       |       |
|     | Euphemia von Rügen     | durch Heirat Königin von Norwegen |       |       |
|     | Heinrich Jonghen       | Weihbischof in Köln               |       |       |
|     | Tohtu                  | Khan der Goldenen Horde           |       |       |
|     | Guido della Torre      | mailändischer Herrscher           |       |       |
|     | Malatesta da Verucchio | italienischer Condottiere         |       |       |